# Хольцгерлинген
Хольцгерлинген (нем. Holzgerlingen) — город в Германии, в земле Баден-Вюртемберг.
Подчинён административному округу Штутгарт. Входит в состав района Бёблинген.  Население составляет 12 457 человека (на 31 декабря 2014 года). Занимает площадь 13,38 км². Официальный код  —  08 1 15 024.
Город подразделяется на 4 городских района.
1. Центр города
2. Жилой район Штёк
3. Промышленный район Бух / Золь
4. Новостройка Хюльбен и Хюльбен II

## История
История первых поселений уходит корнями во времена неолита. Кельты проживали на этой территории в период 550-50 гг. до н. э. Около 100 г. н. э. на территории сегоняшнего Хольцгерлингена обосновались римляне. Алеманны изгнали римлян около 300 г. н. э.
Первое документальное упоминание Хольцгерлингена датируется 1007 г. в дарственной грамоте короля Генриха II архиепархии Бамберга. В период с 1100 по 1400 Хольцгерлинген находился во владении пфальцграфов Тюбингена. В 1348 г. поселение было продано и перешло во владение Вюртембергского дома.
12 мая 1525 года в окрестностях Бёблингена произошло одно из самых кровавых сражений Крестьянской войны, когда Георг III Трухсесс фон Вальдбург-Цайль во главе войск Швабского союза разгромил пятнадцатитысячное войско крестьян, три тысячи из которых были убиты. В беспокойные времена Тридцатилетней войны, в 1627 г., здесь были расквартированы воинские части Альбрехта фон Валленштайна. В 1635 г. разразилась эпидемия чумы. В то время как в Европе свирепствовала Война за польское наследство, в Хольцгерлингене, в 1735 г. были расквартированы русские воинские части, двигавшиеся походом на Францию.

В 1805 г. на Хольцгерлинген напало войско Наполеона, следствием чего было привлечение некоторых жителей к принудительной службе на Наполеона I, но им удалось бажать и вернуться назад к своим семьям. Однако 15 жителей Хольцгерлингена, которые после заключения союза между королём Фридрихом I Вюртембергским и Наполеоном I были вынуждены принять участие в военном походе на Россию, не вернулись домой.

## Фотографии

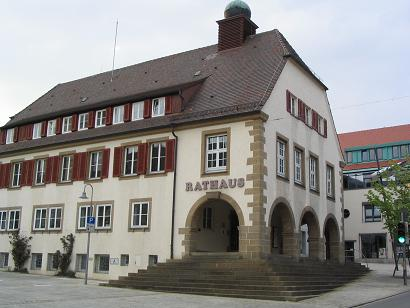
Ратуша
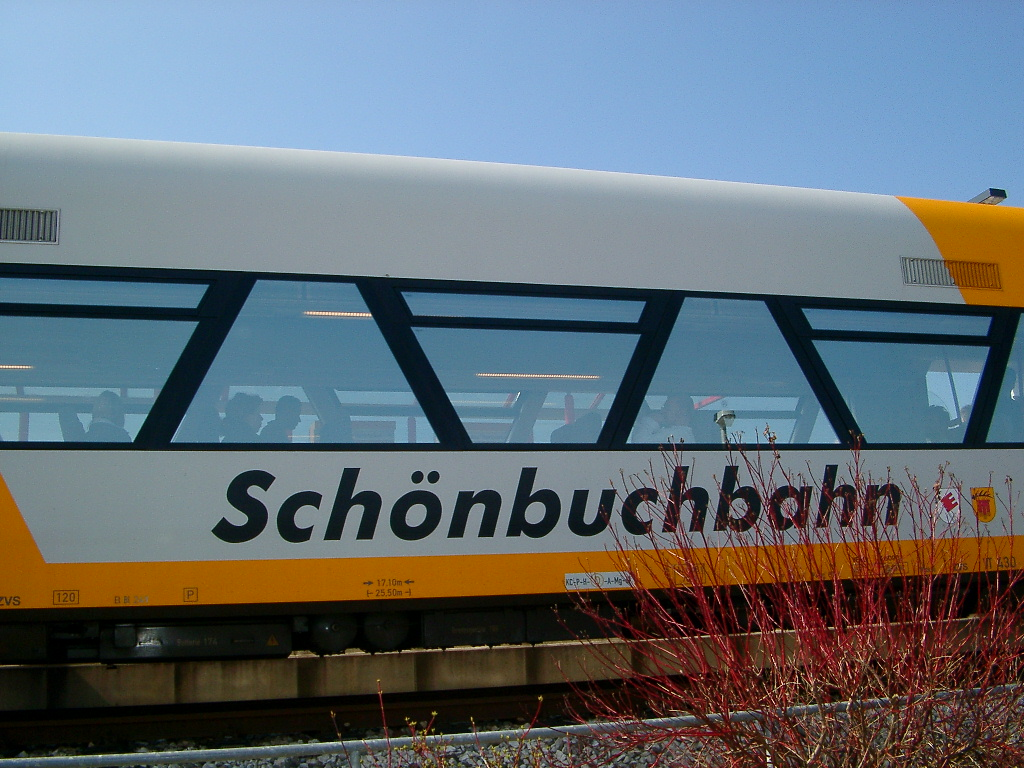
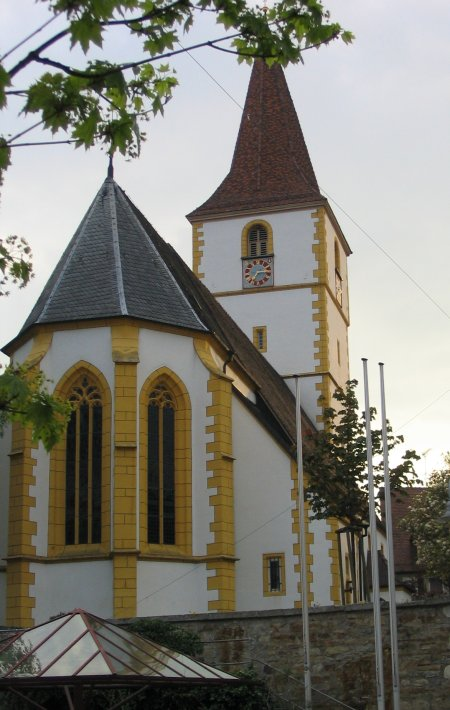
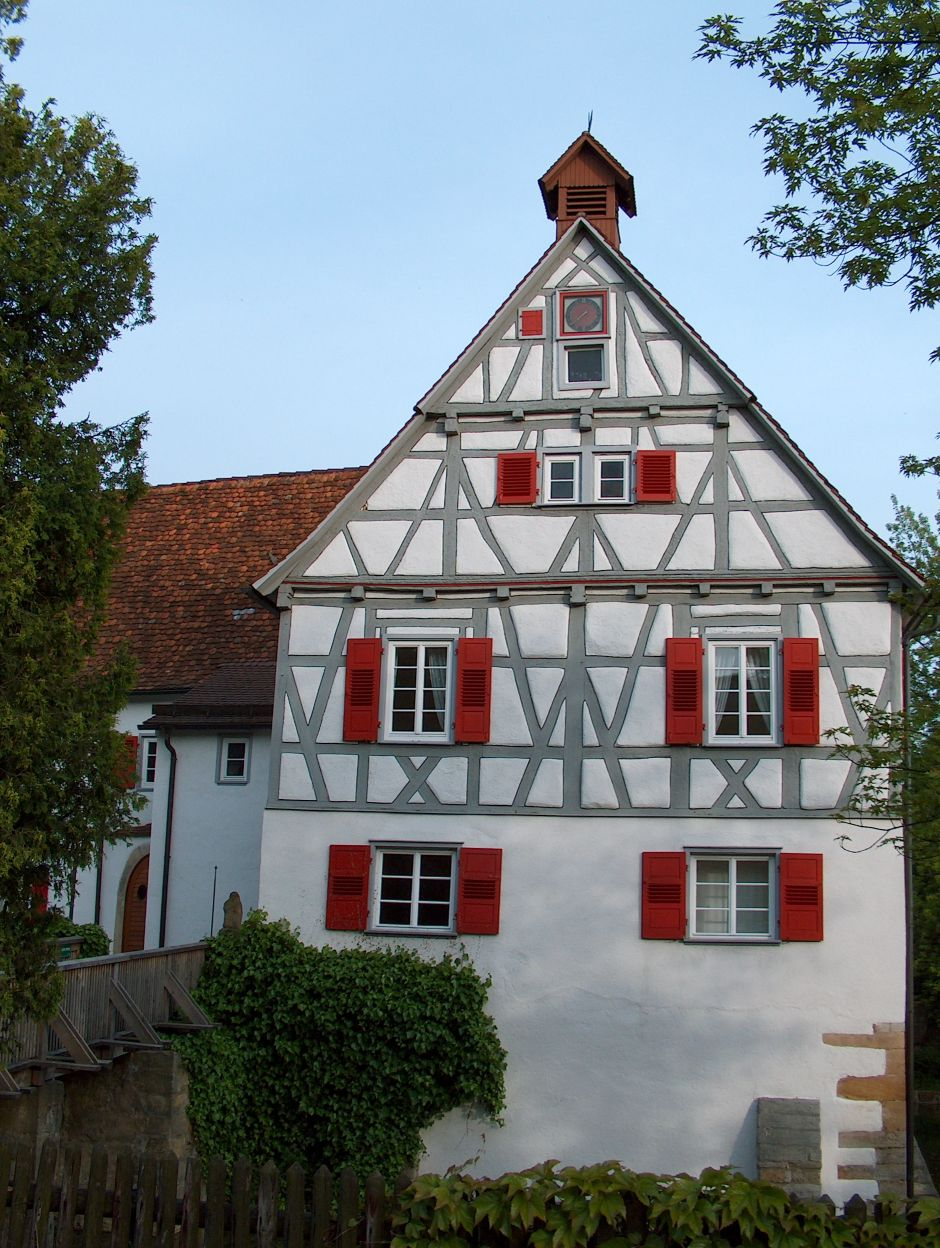